# جنگل‌های مرطوب حاره‌ای پالائو
جنگل‌های مرطوب حاره‌ای پالائو (انگلیسی: Palau tropical moist forests) بوم‌ناحیه‌ای از نوع جنگل‌های پهن‌برگ مرطوب حاره‌ای و جنب‌حاره‌ای در میکرونزی است. این بوم‌ناحیه محدوده کشور پالائو را در بر می‌گیرد.

## جغرافیا
جزایر پالائو مجمع‌الجزایری به طول تقریبی ۲۰۰ کیلومتر است که در ۸۰۰ کیلومتری شمال خط استوا و ۸۰۰ کیلومتری شرق فیلیپین قرار دارد. بیشتر مجمع‌الجزایر در یک دیواره مرجانی محصور شده است.
برخی از جزایر هسته ای از سنگ‌های آتشفشانی فرسوده دارند. بیشتر مجمع الجزایر از سنگ آهک دریایی برآمده تشکیل شده است که به‌صورت چشم‌اندازهای کارستی فرسایش یافته‌اند. این بوم‌ناحیه همچنین شامل برخی از جزایر مرجانی است که در جنوب غربی جزایر پالائو امتداد دارند.

## اقلیم
بوم‌ناحیه جنگل‌های مرطوب حاره‌ای پالائو دارای اقلیم حاره‌ای مرطوب است. میانگین دمای سالانه در پایتخت کورور ۲۷ درجه سانتی گراد و میانگین بارندگی سالانه ۳٬۷۳۰ میلی‌متر است. بارندگی در تمام طول سال فراوان است و در فصل بارانی تابستانی از مه تا نوامبر بیشتر و بین فوریه و آوریل کمتر است.